# Pilaria microcera
Pilaria microcera är en tvåvingeart som beskrevs av Alexander 1924. Pilaria microcera ingår i släktet Pilaria och familjen småharkrankar. Inga underarter finns listade i Catalogue of Life.